# Brigitte Albrecht Loretan
Brigitte Albrecht Loretan, née le 6 octobre 1970 à Lax, est une fondeuse suisse.

## Palmarès

### Jeux olympiques
| Épreuve / Édition      | 5 km | 15 km | Poursuite | 30 km | Relais                              |
| JO 1992 Albertville    | 20e  |       | 37e       | 17e   | 9e                                  |
| JO 1994 Lillehammer    |      | 38e   |           | 37e   | 5e                                  |
| JO 1998 Nagano         | 10e  |       | 10e       | 7e    | 4e                                  |
| JO 2002 Salt Lake City |      | 31e   | 29e       |       | Médaille de bronze, Jeux olympiques |